# Telenorba
Telenorba è un'emittente televisiva generalista fondata nel 1976 dall'imprenditore Luca Montrone insieme a Vito Zivoli a Conversano, città sorta dalle ceneri dell'antica città chiamata in latino "Norba", e facente parte del Gruppo Norba.

## Descrizione
La sede dell'emittente è a Conversano nel luogo in cui sorgeva l'azienda vinicola della famiglia dell'imprenditore Luca Montrone.
Secondo i dati Auditel è la prima televisione locale italiana per ascolti, con circa sei milioni di telespettatori oltre che della Puglia, anche della Basilicata, Molise, Campania, Basso Lazio e provincia di Cosenza, fino a raggiungere le coste dell'Albania. È la rete ammiraglia del Gruppo Norba, che gestisce anche la più piccola Teledue, TG Norba 24, Radionorba TV e l'emittente radiofonica Radionorba. 

## Storia
Inizialmente ricevibile solo nel comune di Conversano, la sua diffusione fu subito capillare in Puglia e nelle regioni limitrofe in virtù di potenziamento relativo all'acquisizione di ponti televisivi, tralicci e impianti di trasmissione.
Nei primi anni di trasmissione l'emittente proponeva lunghi documentari girati nell'Itis di Monopoli, di cui Montrone era il preside, riguardanti i processi chimici e gli esperimenti fisici illustrati agli allievi nel laboratorio dell'istituto, mentre negli anni Ottanta la rete si espanse per quanto riguardava la pubblicità della piccola e media impresa pugliese. La redazione giornalistica dell'emittente risultò particolarmente competitiva con i tg regionali della RAI.
Nel 1984 entrò a far parte della syndication Euro TV di proprietà di Calisto Tanzi, fino alla chiusura nel 1987. Successivamente decise di passare ad Italia 7, di proprietà della Fininvest.
Nel 1992, come avenne dopo per le tv private nazionali, nacque il teletext: il Norbavideo.
Nel 1994, nacque Telenorba Shqiptare, la versione albanese dell'emittente pugliese, a Tirana in Albania. Tra i programmi di successo spiccavano Colpo Grosso, cartoni animati e telenovela. La versione albanese dell'emittente pugliese fu poi chiusa nel 2007.
La popolarità si consolidò grazie alla presenza di diversi personaggi come Ilona Staller, protagonista di uno spettacolo notturno e Lilli Carati, mentre Toti e Tata, Fabio & Mingo, Gianni Ciardo, Checco Zalone, Pio e Amedeo sono divenuti popolari anche su scala nazionale dopo aver esordito sulle frequenze di Telenorba. Particolarmente prolifica fu la produzione di sitcom della rete, come Very Strong Family, Italo, Piccoli segreti e Catene, ma anche fiction, come L'Ariamara di Mino Barbarese.
Nel 2013 Titta De Tommasi, prima direttore artistico di Radionorba e, dal 2007, direttore artistico di Telenorba, lasciò il Gruppo Norba. Nel 2014, in seguito all'arrivo di Leo Zani come consulente del direttore di rete Marco Montrone, figlio di Luca, la rete strinse un accordo con Mediaset per l'utilizzo dell'archivio dei contenuti dell'azienda di Cologno Monzese, per la quale Zani aveva lavorato in precedenza, avviando anche nuove produzioni, come un docureality su Albano Carrisi, Casa Carrisi.
Dal 2016 il direttore di rete è Antonio Azzalini. Il giornalista Michele Cucuzza conduce una trasmissione pomeridiana intitolata Buon Pomeriggio, in onda dal 2016 al 2019. Per la stagione 2017-2018 Telenorba si è aggiudicata i diritti TV del "Pacchetto Free Locale" per le regioni Puglia e Basilicata della Serie C. 

## Programmi

### Programmi attualmente in onda
- Mattino Norba
- Quasi Pomeriggio Norba, condotto da Max Boccasile e Carlo Maretti
- Il Graffio, condotto da Vincenzo Magistà
- Comò, condotto da Giancarlo Montingelli e Carla De Girolamo
- Fatti ad Arte, condotto da Alina Liccione
- Mezzogiorno e dintorni, condotto da Nick Difino e Mayra Pietrocola
- RossoTono Che sera!, condotto attualmente da Alessandro Greco ed Alina Liccione con la partecipazione di Emanuela Aureli ed in passato da Valentina Persia con la partecipazione di Max Boccasile e Carlo Maretti
- Buongiorno, condotto da Rosaria Rollo

### Programmi del passato
- Anna e i suoi fornelli, condotto da Anna Falchi
- Buon pomeriggio
- Pomeriggio Norba, condotto prima da Grazia Rongo e Daniela Mazzacane, poi da Mauro Pulpito con la partecipazione di Gaia Gentile, e successivamente da Mauro Dalsogno ed Alina Liccione
- Pronto...è Pronto?, condotto da Max Boccasile e Carlo Maretti con la partecipazione di Federica Maggellino
- BordoCampo, condotto da Mauro Pulpito e Barbara Francesca Ovieni
- Mezzogiorno sul sette, condotto prima da Antonella Genga, poi da Roberta De Matthaeis
- Cucina Cristel
- Lo scassinatore (gioco con Ninni Di Lauro)
- Tra sogno e realtà
- I colori della nostra terra
- Schiavi in Cucina
- E buttati!
- Indago
- Masserie Misteriose
- Il bianco e il nero
- Luciano, l'amaro quotidiano
- Burocrazia - La Repubblica delle Carte
- Articolo 21
- Un matrimonio per due (Reality)
- Casa Carrisi (Docu-Reality)
- Tutti i colori del sud
- Scaletta di Seta
- Straragazzi

### Sitcom
- Mudù (10 edizioni tra il 2000 e il 2022)
- Mudù Story

### Sitcom autoprodotte
- Teledurazzo (1993)
- Il Polpo (1993)
- Farsa Italia (1994)
- Extra Tv (1994)
- Infelice Natale (1994)
- Zero a Zero (1995)
- Melensa (1995)
- A Bari nessuno è straniero nemmeno Guerrero (1997)
- Televiscion (1997)
- Love Store (1998)
- Magazzini Toti e Tata (1999)
- Villa Sigmund (1999)
- Italo (1999)
- Very Strong Family (6 edizioni 1998-2001)
- Ristretto di polizia (2001)
- Catene (6 edizioni 2001-2008)
- Skoppiati (2002)
- Su e giù con Mudù (2003)
- Aldilà (2003)
- OPAC - Ritorno al passato (2004)
- Il condominio dei veleni (2004)
- Sottanos (2005)
- Manuel & Kikka - The new family (2005)
- Star Trash (2006)
- Fuori Controllo (2006)
- Robinuccio (2006)
- Albergo Very Strong (2007)
- Giù Box (2007)
- U'Tub (2009)
- Tubox (2010)
- Sbattiti (2010)
- C'era una volta (2010)
- Cervelli in fuga (2 edizioni 2010-2012)
- Telenorba Extra (2012)

### Contatti giorno medio mensile target 4+ di Telenorba
|      | gennaio | febbraio | marzo   | aprile  | maggio  | giugno  | luglio  | agosto  | settembre | ottobre | novembre | dicembre | Media anno |
| ---- | ------- | -------- | ------- | ------- | ------- | ------- | ------- | ------- | --------- | ------- | -------- | -------- | ---------- |
| 2016 | 609.970 | 606.317  | 551.191 | 439.681 | 524.492 | 586.599 | 574.773 | 492.588 | 598.342   | 568.365 | 525.002  |          |            |